# Sturmvogel (Schmetterling)
Der Sturmvogel (Melanthia procellata), auch als Waldreben-Blattspanner bezeichnet, ist ein Schmetterling (Nachtfalter) aus der Familie der Spanner (Geometridae). Das Artepitheton basiert auf dem lateinischen Wort procella mit der Bedeutung „Sturm“ und bezieht sich auf den stürmischen Flug der Männchen.

## Merkmale

### Falter
Die Falter erreichen eine Flügelspannweite von 26 bis 33 Millimeter. Die Vorderflügeloberseite ist milchig weiß bis rein weiß. Ein Diskalfleck fehlt oder ist nur punktförmig angedeutet. Das Wurzelfeld ist schwarzbraun gefärbt. Gleichfarbig hebt sich ein großer nahezu viereckiger Fleck am Vorderrand nahe der Mitte hervor. Vom Apex verläuft ein breites dunkelbraunes Saumband entlang des Vorderflügelaußenrandes bis zum Innenrand. In der Mitte des Saumbandes hebt sich ein weißer Fleck zwischen der ebenfalls weißen Wellenlinie und dem Außenrand ab. Ein schmales dunkles Saumband verläuft auch auf der weißen Hinterflügeloberseite. Zuweilen treten Exemplare auf, bei denen die weißen Flügelregionen dunkel überstäubt sind, wodurch sich die ebenfalls dunklen Zeichnungselemente nur undeutlich abheben.

### Raupe
Erwachsene Raupen sind hellbraun, dunkelbraun oder grünlich gefärbt. Ihre Rückenlinie ist schwarz und auf dem vierten bis siebenten Segment durch je einen großen schwarzen Punkt unterbrochen. Die Nebenrückenlinien sind breit und gelblich oder dunkelbraun gefärbt. Am Kopf heben sich braune Längsstreifen ab.

### Ähnliche Arten
Ähnliche schwarze und weiße Zeichnungselemente auf der Vorderflügeloberseite zeigen auch die Falter des Garten-Blattspanners (Xanthorhoe fluctuata) und des Brombeer-Blattspanners (Mesoleuca albicillata), bei denen jedoch das durchgehende dunkle Saumband fehlt. Beim Milchweißen Bindenspanner (Plemyria rubiginata) ist das Saumband grau und nicht durch einen weißen Fleck unterbrochen. Dem Pfaffenhütchen-Harlekin (Ligdia adustata) fehlt der große schwarzbraune Fleck am Vorderrand. Beim Braunbinden-Blattspanners (Catarhoe cuculata) fehlt der große schwarzbraune Fleck am Vorderrand ebenfalls und das dunkle Saumband ist im Apexbereich erweitert. Melanthia alaudaria ist mit einer Flügelspannweite von 18 bis 24 Millimetern deutlich kleiner und zeigt eine weiße Einschnürung in der Mitte des dunklen Saumbandes.

## Verbreitung und Vorkommen
Die Süd-Nord-Ausdehnung der Art reicht von Kleinasien, der Balkanhalbinsel, Italien und der Iberischen Halbinsel bis nach Dänemark und Estland, die West-Ost-Ausdehnung reicht von den Britischen Inseln bis nach Japan, wo sie durch die Unterart Melanthia procellata inquinata vertreten ist. Der Sturmvogel besiedelt unterschiedliche Lebensräume und kommt beispielsweise an Laub- und Mischwaldrändern, warmen Hängen und Böschungen in Auwäldern und Heckengebieten sowie in Gärten und Siedlungen vor. In den Alpen steigt er bis in Höhen von 1900 Metern.

## Lebensweise

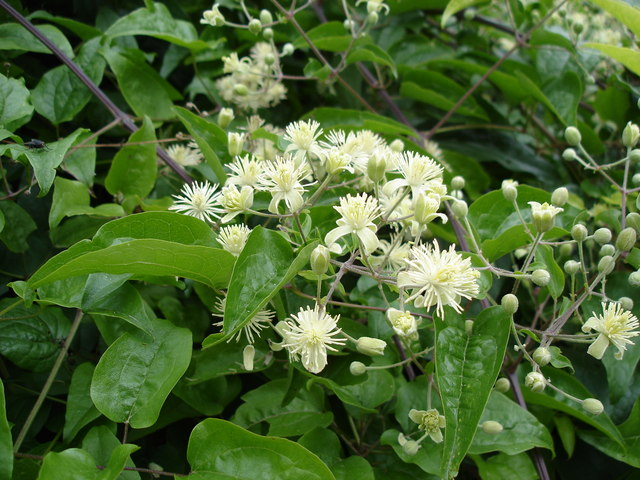
Waldrebe (Clematis vitalba),
die Falter saugen an den Blüten, die Raupen ernähren sich von den Blättern

Die Falter sind tag- und nachtaktiv und besuchen künstliche Lichtquellen, zuweilen in Anzahl. Der Flugstil der Männchen ist ungestüm. Oftmals werden sie in weiter Entfernung von ihren Nahrungsbiotopen gefunden. Zur Nahrungsaufnahme saugen die Falter an den Blüten der Gewöhnlichen Waldrebe (Clematis vitalba). Sie fliegen in zwei Generation von Mitte Mai bis Anfang Juli sowie von Mitte Juli bis Anfang September. In Ruheposition sitzen sie gerne kopfabwärts oder schräg mit dreieckförmig gestellten Flügeln an Baumstämmen oder auf der Oberseite von Blättern, wobei sie mit der Schwarz-Weiß-Färbung ihrer Flügel Vogelkot (Vogelkotmimese) imitieren und dadurch optisch ausgerichtete Feinde täuschen. Die Raupen ernähren sich in erster Linie von den Blättern der Gewöhnlichen Waldrebe (Clematis vitalba), zuweilen auch von anderen Waldrebenarten (Clematis). Sie fressen nur in der Nacht, bevorzugt an jungen Trieben in Höhen zwischen 0,5 und 1,5 Metern. Die Puppen der zweiten Generation überwintern.

## Gefährdung
Der Sturmvogel kommt in Deutschland in den einzelnen Bundesländern meist zahlreich vor und wird auf der Roten Liste gefährdeter Arten als „nicht gefährdet“ eingestuft.